# 埃斯利达
埃斯利达，是西班牙瓦伦西亚自治区卡斯特利翁省的一个市镇。总面积18平方公里，总人口764人（2001年），人口密度42人/平方公里。